# Сиди-Салим
Сиди-Салим или Сиди-Селим(араб. سيدي سالم‎) — город на севере Египта, расположенный на территории мухафазы Кафр-эш-Шейх.

## Географическое положение
Город находится в западной части мухафазы, в северной части дельты Нила, к востоку от нильского рукава Рашид, на расстоянии приблизительно 20 километров к северо-западу от Кафр-эш-Шейха, административного центра провинции. Абсолютная высота — 14 метров над уровнем моря.

## Демография
По данным переписи 2006 года численность населения Сиди-Салима составляла 45 906 человек.
Динамика численности населения города по годам:
| 1996   | 2006   |
| ------ | ------ |
| 41 253 | 45 906 |

## Транспорт
Ближайший крупный гражданский аэропорт — Международный аэропорт Александрии.